# لاهیجان (تبریز)
لاهیجان شهری در بخش خسروشاه شهرستان تبریز در استان آذربایجان شرقی ایران است.شهری تاریخی است. از بناهای تاریخی آن می توان به قلعه دختر (قیزقالاسی)، قلعه‌ی اولو (یا اوللو / الهویا / اولخو)، قالا داغی(کوه قلعه) و برج کبوتر، حمام خزینه، مسجد غریبلر،  اشاره کرد و همچنین درخت چنار تنومند و بسیار بلند و بسیار قدیمی (حدودا 800 ساله) که در حیاط اربابی مربوط به منوچهر دیبا قرارداشت، در حال حاضر در ملک آموزش و پرورش می باشد. قبرستانهای مهریان، گبریان، مسیحیان و قدیم (مسلمانان) در این شهر کوچک وجود داشته است که بقایای آن هنوز باقیست. 

## جمعیت
بر پایه سرشماری عمومی نفوس و مسکن در سال ۱۳۹۵، جمعیت شهر لاهیجان برابر با ۵٬۴۳۰ نفر (۱٬۶۶۳ خانوار) بوده‌است.

## تاریخ
از لحاظ تاریخی نمی‌توان به طور دقیق قدمت این شهر را دانست اما به دلیل وجود برج کبوتر و قلعه دختر که قدمت این قلعه به دوران ساسانیان برمی‌گردد می‌توان حدس زد که شهری تاریخی و قدیمی می‌باشد